# مرد چمن‌زن (فیلم)
مرد چمن‌زن (به انگلیسی: The Lawnmower Man) فیلمی محصول سال ۱۹۹۲ و به کارگردانی برت لنرد است. در این فیلم بازیگرانی همچون جفری‌دیوید فاهی، پیرس برازنان، جنی رایت، جفری لوئیس، آستین اوبراین، جرملی اسلیت، دین نوریس، تروی اوانز ایفای نقش کرده‌اند.
دنباله این فیلم مرد چمن‌زن ۲: فراتر از فضای مجازی می‌باشد.